# Johann Heinrich Lübeck

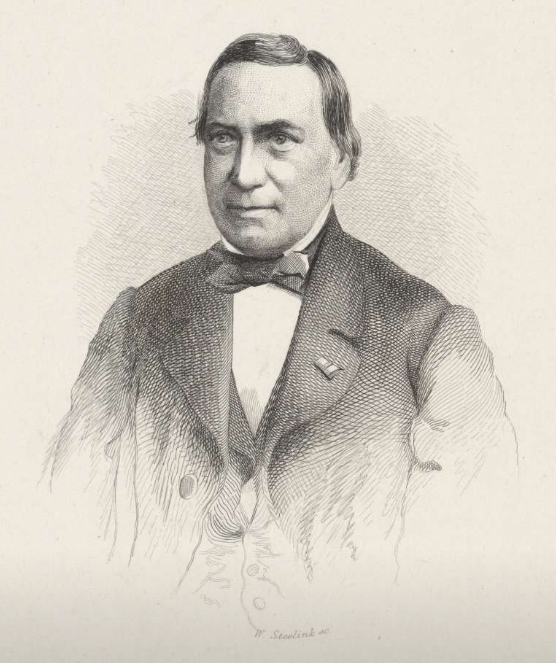
Johann Heinrich Lübeck, Lithographie von Willem Steelink

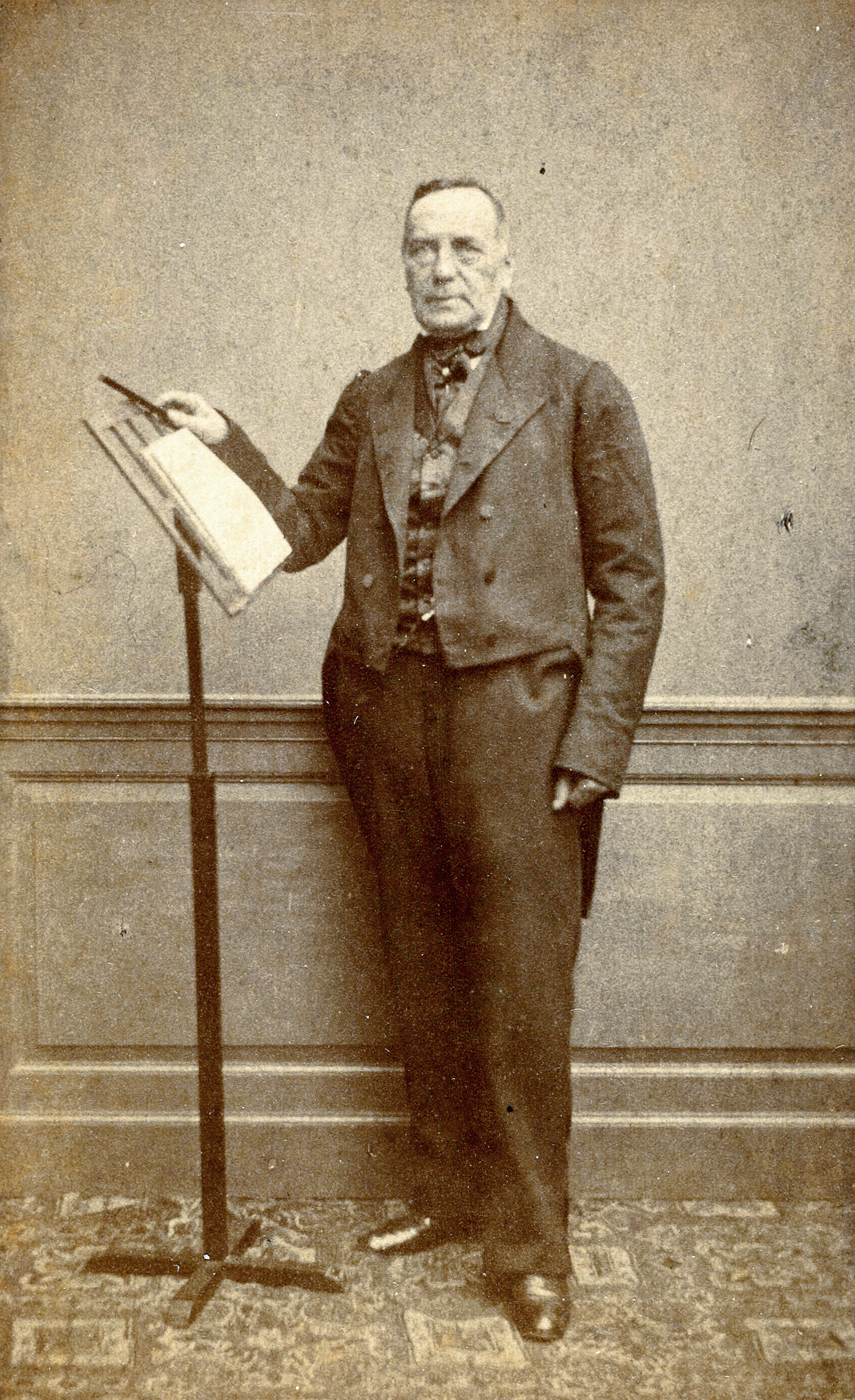
Johann Heinrich Lübeck, Fotografie von Maurits Verveer

Johann Heinrich Lübeck (* 11. Februar 1799 in Alpen; † 7. Februar 1865 in Den Haag) war ein deutsch-niederländischer Geiger, Komponist und Musikpädagoge.

## Leben
Seine Eltern waren Johann Heinrich Lübeck und Christine Lübeck geb. Steinhardt. Er selbst nahm 1813 bis 1815 an den Befreiungskriegen als preußischer Militärmusiker teil und betrieb anschließend in Potsdam eingehende musikalische Studien. Anschließend war er in Theaterorchestern in Riga und Stettin tätig und wirkte als Dirigent in Danzig und Königsberg.
1823 zog er nach Amsterdam, wo er als Geiger und Musiklehrer wirkte. 
1826 gründete er in Den Haag das Koninklijk Conservatorium Den Haag und war bis zu seinem Tod dessen erster Direktor. Er unterrichtete selbst in den Fächern Musiktheorie, Gesang und Violine. Einer seiner Schüler war der Komponist Johannes Verhulst. 
Ab 1835 war er korrespondierendes und von 1848 bis 1851 ordentliches Mitglied der Königlich Niederländischen Akademie der Wissenschaften (Koninklijk Instituut, vierde klasse).
1829 wurde Lübeck außerdem zum Hofkapellmeister der Königlichen Kapelle ernannt, die insbesondere im Binnenhof und im Theater Diligentia auftrat.

## Werke (Auswahl)
- Psalm für Soli, Chor und Orchester (1863)

## Familie
Er heiratete Maria Wilhelmina Seiffert aus Potsdam, mit der er zwei Söhne hatte, die er teilweise selbst ausbildete:
- Louis Lübeck (1838–1904), Violoncellist,
- Ernst Lübeck (1829–1876), Pianist.

Sein Bruder war der Geiger Friedrich Wilhelm Lübeck (1811–1850).